# 모천항
모천항(慕川)은 경상남도 남해군 설천면 문항리, 모천마을 인근에 있는 어항이다. 2002년 8월 6일 어촌정주어항으로 지정하여 관리하고 있다. 시설관리자는 남해군수이다.

## 어항 연혁
- 서기 1894년경 문장가로 이름난 정향장, 박향장에 의하여 하천이 없고 물이 귀한 마을이라 하천을 사모한다는 뜻으로 모천(慕川) 이라 불렀다고 한다.

## 어항 시설
- 선착장 L=274m, B=5.0m, 물량장 L=49m, B=15m, 호안 L=883, B=5.5m

## 주요 어종
- 감성돔, 도다리, 노래미, 바지락 등